# 100 méteres síkfutás a nyári olimpiai játékokon
A férfi mezőnyben valamennyi alkalommal szerepelt  a 100 méteres síkfutás a nyári olimpiai játékokon. A nőknél 1928 óta szerepel a műsoron.
Az atlétikát a sportok királynőjének szokták nevezni. Ha ez igaz, akkor ez a versenyszám a királynő koronájának csúcsdísze. Ez a legnépszerűbb szám bármilyen atlétikai rendezvényen. A férfiaknál 1968. június 20. óta vannak olyan sprinterek, akik tíz másodpercen belül képesek lefutni ezt a távot, ez több mint 36 km/h-s átlagsebességet jelent.
A nők még nem érték el ezt a határt. Minden idők eddigi leggyorsabb női vágtázója 10,49 másodperces eredményt ért el, ami 34,3 km/h-s átlagsebességet jelent.
Ez a versenyszám amerikai hegemóniát hozott. Ez a nemzet több aranyérmet szerzett, mint a többi nemzet együttvéve, ráadásul az összes megszerezhető érmek (arany, ezüst és bronz) több mint egyharmadát is megnyerték.
Magyarország nem túl sikeres ebben a versenyszámban. Eleddig egyetlen bronzérmet sikerült nyernie, azt is több mint száz esztendeje, 1896-ban Szokolyi Alajos révén.

## Összesített éremtáblázat
Ebben a versenyszámban eddig huszonöt nemzet versenyzői szereztek érmet, ebből tizennégynek sikerült aranyat nyernie. Messze a legeredményesebb nemzet az Egyesült Államok. A megszerezhető negyvennyolc aranyéremből huszonötöt, a megszerezhető száznegyvennyolc éremből pedig ötvenöthetet vittek haza. A második helyen Jamaica áll hat arannyal és összesen huszonegy éremmel. A bronzérmes ebben az összevetésben Nagy-Britannia három arany-, négy ezüst- és három bronzérmével.
Magyarország eltérő háttérszínnel, valamint az egyes oszlopok legmagasabb értékei vastagítással kiemelve.
| A nyári olimpiai játékok összesített éremtáblázata 100 méteres síkfutásban | A nyári olimpiai játékok összesített éremtáblázata 100 méteres síkfutásban | A nyári olimpiai játékok összesített éremtáblázata 100 méteres síkfutásban | A nyári olimpiai játékok összesített éremtáblázata 100 méteres síkfutásban | A nyári olimpiai játékok összesített éremtáblázata 100 méteres síkfutásban | Olimpia  |
| -------------------------------------------------------------------------- | -------------------------------------------------------------------------- | -------------------------------------------------------------------------- | -------------------------------------------------------------------------- | -------------------------------------------------------------------------- | -------- |
|                                                                            | Ország                                                                     | Arany                                                                      | Ezüst                                                                      | Bronz                                                                      | Összesen |
| 1.                                                                         | Egyesült Államok (USA)                                                     | 25                                                                         | 21                                                                         | 11                                                                         | 57       |
| 2.                                                                         | Jamaica (JAM)                                                              | 6                                                                          | 9                                                                          | 6                                                                          | 21       |
| 3.                                                                         | Nagy-Britannia (GBR)                                                       | 3                                                                          | 4                                                                          | 3                                                                          | 10       |
| 4.                                                                         | Kanada (CAN)                                                               | 2                                                                          | 2                                                                          | 5                                                                          | 9        |
| 5.                                                                         | Ausztrália (AUS)                                                           | 2                                                                          | 1                                                                          | 5                                                                          | 8        |
| 6.                                                                         | Szovjetunió (URS)                                                          | 2                                                                          | 0                                                                          | 1                                                                          | 3        |
| 7.                                                                         | Németország (GER)                                                          | 1                                                                          | 2                                                                          | 3                                                                          | 6        |
| 8.                                                                         | NDK (GDR)                                                                  | 1                                                                          | 2                                                                          | 2                                                                          | 5        |
| 9.                                                                         | Trinidad és Tobago (TRI)                                                   | 1                                                                          | 2                                                                          | 1                                                                          | 4        |
| 10.                                                                        | Lengyelország (POL)                                                        | 1                                                                          | 1                                                                          | 2                                                                          | 4        |
| 11.                                                                        | Dél-afrikai Unió (RSA)                                                     | 1                                                                          | 1                                                                          | 0                                                                          | 2        |
| 12.                                                                        | Hollandia (NED)                                                            | 1                                                                          | 0                                                                          | 1                                                                          | 2        |
| 12.                                                                        | NSZK (FRG)                                                                 | 1                                                                          | 0                                                                          | 1                                                                          | 2        |
| 14.                                                                        | Fehéroroszország (BLR)                                                     | 1                                                                          | 0                                                                          | 0                                                                          | 1        |
|                                                                            |                                                                            |                                                                            |                                                                            |                                                                            |          |
| 15.                                                                        | Kuba (CUB)                                                                 | 0                                                                          | 2                                                                          | 1                                                                          | 3        |
| 16.                                                                        | Namíbia (NAM)                                                              | 0                                                                          | 2                                                                          | 0                                                                          | 2        |
| 17.                                                                        | Görögország (GRE)                                                          | 0                                                                          | 1                                                                          | 0                                                                          | 1        |
| 17.                                                                        | Portugália (POR)                                                           | 0                                                                          | 1                                                                          | 0                                                                          | 1        |
|                                                                            |                                                                            |                                                                            |                                                                            |                                                                            |          |
| 19.                                                                        | Barbados (BAR)                                                             | 0                                                                          | 0                                                                          | 1                                                                          | 1        |
| 19.                                                                        | Bulgária (BUL)                                                             | 0                                                                          | 0                                                                          | 1                                                                          | 1        |
| 19.                                                                        | Egyesített Csapat (EUN)                                                    | 0                                                                          | 0                                                                          | 1                                                                          | 1        |
| 19.                                                                        | Magyarország (HUN)                                                         | 0                                                                          | 0                                                                          | 1                                                                          | 1        |
| 19.                                                                        | Olaszország (ITA)                                                          | 0                                                                          | 0                                                                          | 1                                                                          | 1        |
| 19.                                                                        | Panama (PAN)                                                               | 0                                                                          | 0                                                                          | 1                                                                          | 1        |
| 19.                                                                        | Új-Zéland (NZL)                                                            | 0                                                                          | 0                                                                          | 1                                                                          | 1        |
|                                                                            |                                                                            |                                                                            |                                                                            |                                                                            |          |
| Összesen                                                                   | Összesen                                                                   | 48                                                                         | 51                                                                         | 49                                                                         | 148      |

## Férfi 100 méteres síkfutás
Ezt a versenyszámot az eddigi összes olimpián megrendezték. Az I. olimpia kivételével – ahol két bronzérmes volt – mindig egy-egy arany-, ezüst- és bronzérmet osztottak ki. Magyarország eddig egyetlen bronzérmet nyert, éppen az 1896-os olimpián.

### Időeredmények

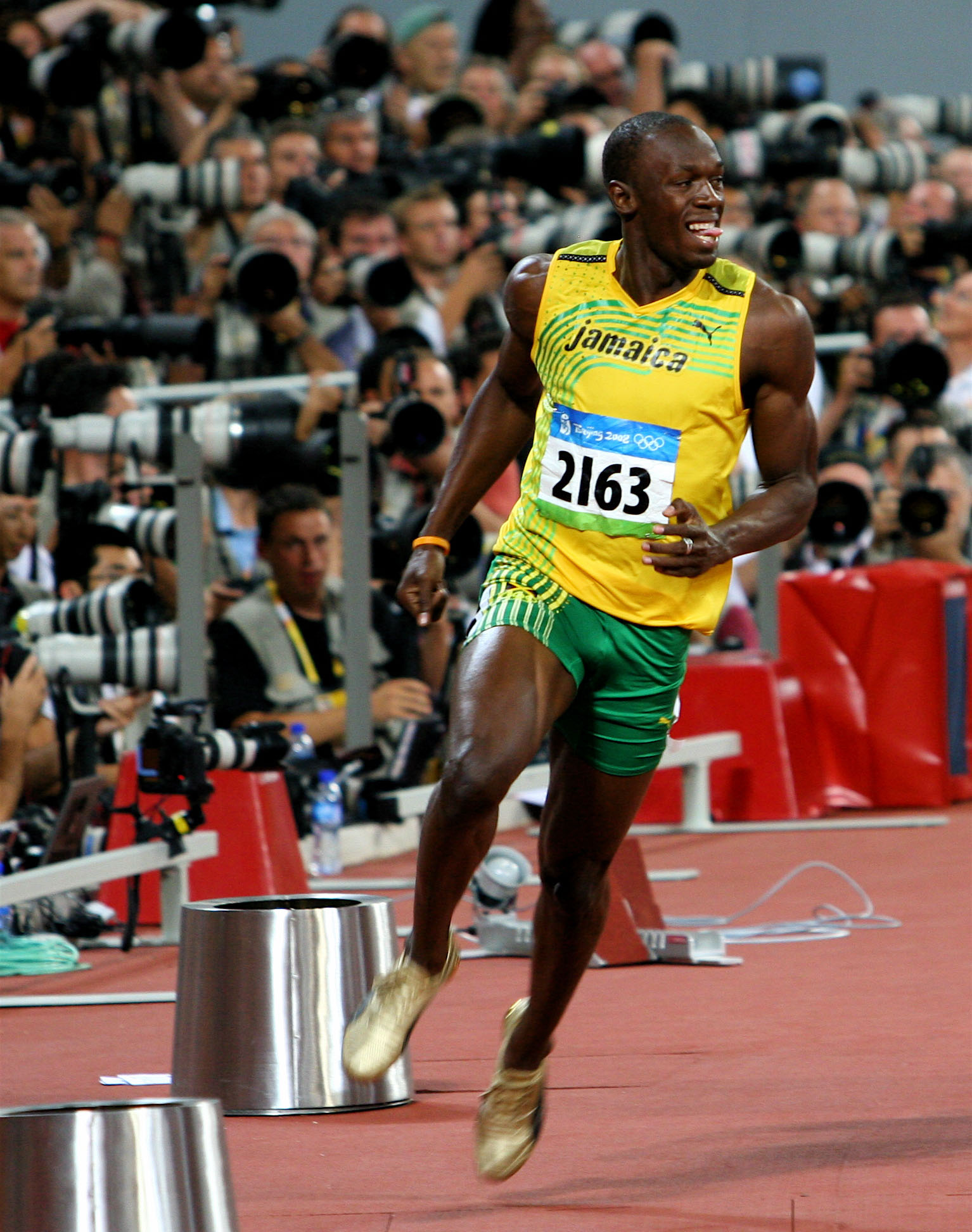
Usain Bolt, a világ- és az olimpiai csúcs tartója

Florence Griffith-Joyner, az olimpiai csúcs tartója Ronald Reagannel

Az első olimpiai rekordot ebben a versenyszámban Tom Burke amerikai futó érte el 1896-ban. 11,8 másodperces eredményét azonban nem a döntőben, hanem a selejtezőben futotta.
A jelenlegi olimpiai csúcsot a jamaicai Usain Bolt tartja 9,63 másodperces eredménnyel, melyet a londoni olimpián, 2012. augusztus 5-én ért el. Ez volt sorrendben a tizenharmadik olimpiai csúcsdöntés, illetve csúcsbeállítás (az 1932-es Los Angeles-i olimpia döntőjében az akkori mérési módszernek „köszönhetően” az aranyérmes amerikai Eddie Tolan és honfitársa, az ezüstérmes Ralph Metcalfe ugyanazt az eredményt érte el, ezért mindkettejük eredménye olimpiai rekordnak tekintendő). A tizenhárom olimpiai rekord ötször világcsúcs is volt egyben.
A Nemzetközi Atlétikai Szövetség az 1912-es olimpia óta jegyzi hivatalosan az eredményeket, azaz ez a verseny adta az első világcsúcsot is, mely akkor 10,6 másodperc lett, melyet az amerikai Donald Lippincott futott. Balszerencséjére ezt az eredményt a selejtezőfutamban érte el, a döntőben nem sikerült megismételnie ezt az eredményét, így a bronzéremmel kellett beérnie.
1972-ben a szövetség kötelezővé tette az úgynevezett „teljesen automatikus időmérést”, mely lehetővé tette az időeredmények századmásodperc pontosságú mérését, amit azonban már az 1968-as olimpián is használtak. Ezek alapján a mexikóvárosi olimpián az amerikai Jim Hines által elért 9,95 másodperc lett a hivatalos világcsúcs.
Húsz évvel később sikerült ismét olimpián a világcsúcsjavítás, Szöulban az amerikai Carl Lewis 9,92 másodpercre javította azt.
A kanadai Donovan Bailey az atlantai olimpián elért 9,84 másodperces olimpiai csúcsát döntötte meg a jamaicai Usain Bolt 2008-ban, ami akkor világcsúcs is volt. Ezt az időeredményt négy évvel később tovább javította 9,63 másodpercre, ami a jelenlegi olimpiai rekord.

### Éremtáblázat
Ebben a versenyszámban eddig tizenkilenc olimpiai nemzet versenyzői szereztek érmet, ebből nyolcnak sikerült aranyat nyernie. Messze a legeredményesebb nemzet az Egyesült Államok. A megszerezhető huszonnyolc aranyéremből tizenhatot, a megszerezhető nyolcvanöt éremből pedig harminckilencet vittek haza. A második helyen Jamaica áll három arannyal és összesen nyolc éremmel. A bronzérmes ebben az összevetésben Nagy-Britannia három arany-, két ezüst- és három bronzérmével. Magyarország hatos holtversenyben a tizennegyedik helyen áll a rangsorban.
Magyarország eltérő háttérszínnel, az egyes oszlopok legmagasabb értékei vastagítással kiemelve.
| A nyári olimpiai játékok összesített éremtáblázata férfi 100 méteres síkfutásban | A nyári olimpiai játékok összesített éremtáblázata férfi 100 méteres síkfutásban | A nyári olimpiai játékok összesített éremtáblázata férfi 100 méteres síkfutásban | A nyári olimpiai játékok összesített éremtáblázata férfi 100 méteres síkfutásban | A nyári olimpiai játékok összesített éremtáblázata férfi 100 méteres síkfutásban | Olimpia  |
| -------------------------------------------------------------------------------- | -------------------------------------------------------------------------------- | -------------------------------------------------------------------------------- | -------------------------------------------------------------------------------- | -------------------------------------------------------------------------------- | -------- |
|                                                                                  | Ország                                                                           | Arany                                                                            | Ezüst                                                                            | Bronz                                                                            | Összesen |
| 1.                                                                               | Egyesült Államok (USA)                                                           | 16                                                                               | 14                                                                               | 9                                                                                | 39       |
| 2.                                                                               | Jamaica (JAM)                                                                    | 3                                                                                | 4                                                                                | 1                                                                                | 8        |
| 3.                                                                               | Nagy-Britannia (GBR)                                                             | 3                                                                                | 2                                                                                | 3                                                                                | 8        |
| 4.                                                                               | Kanada (CAN)                                                                     | 2                                                                                | 0                                                                                | 4                                                                                | 6        |
| 5.                                                                               | Trinidad és Tobago (TRI)                                                         | 1                                                                                | 2                                                                                | 1                                                                                | 4        |
| 6.                                                                               | Szovjetunió (URS)                                                                | 1                                                                                | 0                                                                                | 1                                                                                | 2        |
| 7.                                                                               | Dél-afrikai Unió (RSA)                                                           | 1                                                                                | 0                                                                                | 0                                                                                | 1        |
| 7.                                                                               | Egyesült Német Csapat (EUA)                                                      | 1                                                                                | 0                                                                                | 0                                                                                | 1        |
|                                                                                  |                                                                                  |                                                                                  |                                                                                  |                                                                                  |          |
| 9.                                                                               | Kuba (CUB)                                                                       | 0                                                                                | 2                                                                                | 0                                                                                | 2        |
| 9.                                                                               | Namíbia (NAM)                                                                    | 0                                                                                | 2                                                                                | 0                                                                                | 2        |
| 11.                                                                              | Németország (GER)                                                                | 0                                                                                | 1                                                                                | 2                                                                                | 3        |
| 12.                                                                              | Portugália (POR)                                                                 | 0                                                                                | 1                                                                                | 0                                                                                | 1        |
|                                                                                  |                                                                                  |                                                                                  |                                                                                  |                                                                                  |          |
| 13.                                                                              | Ausztrália (AUS)                                                                 | 0                                                                                | 0                                                                                | 2                                                                                | 2        |
| 14.                                                                              | Barbados (BAR)                                                                   | 0                                                                                | 0                                                                                | 1                                                                                | 1        |
| 14.                                                                              | Bulgária (BUL)                                                                   | 0                                                                                | 0                                                                                | 1                                                                                | 1        |
| 14.                                                                              | Hollandia (NED)                                                                  | 0                                                                                | 0                                                                                | 1                                                                                | 1        |
| 14.                                                                              | Magyarország (HUN)                                                               | 0                                                                                | 0                                                                                | 1                                                                                | 1        |
| 14.                                                                              | Panama (PAN)                                                                     | 0                                                                                | 0                                                                                | 1                                                                                | 1        |
| 14.                                                                              | Új-Zéland (NZL)                                                                  | 0                                                                                | 0                                                                                | 1                                                                                | 1        |
|                                                                                  |                                                                                  |                                                                                  |                                                                                  |                                                                                  |          |
| Összesen                                                                         | Összesen                                                                         | 28                                                                               | 28                                                                               | 29                                                                               | 85       |

### A versenyszám legeredményesebb férfi futói

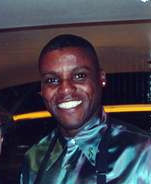
Carl Lewis

A versenyszámban máig összesen hetvenkét futó tudott érmet szerezni. Közülük tízen kettő és hatvanketten egy érmet nyertek. Bajnoki címét eddig csak Carl Lewis és Usain Bolt tudta megvédeni.
| A nyári olimpiai játékokon egynél több érmet nyerő férfiak 100 méteres síkfutásban | A nyári olimpiai játékokon egynél több érmet nyerő férfiak 100 méteres síkfutásban | A nyári olimpiai játékokon egynél több érmet nyerő férfiak 100 méteres síkfutásban | A nyári olimpiai játékokon egynél több érmet nyerő férfiak 100 méteres síkfutásban | A nyári olimpiai játékokon egynél több érmet nyerő férfiak 100 méteres síkfutásban | Olimpia  |
| ---------------------------------------------------------------------------------- | ---------------------------------------------------------------------------------- | ---------------------------------------------------------------------------------- | ---------------------------------------------------------------------------------- | ---------------------------------------------------------------------------------- | -------- |
|                                                                                    | Versenyző                                                                          | Arany                                                                              | Ezüst                                                                              | Bronz                                                                              | Összesen |
| 1.                                                                                 | Usain Bolt · Jamaica (JAM)                                                         | 3                                                                                  | 0                                                                                  | 0                                                                                  | 3        |
| 2.                                                                                 | Carl Lewis · Egyesült Államok (USA)                                                | 2                                                                                  | 0                                                                                  | 0                                                                                  | 2        |
| 3.                                                                                 | Justin Gatlin · Egyesült Államok (USA)                                             | 1                                                                                  | 1                                                                                  | 1                                                                                  | 3        |
| 4.                                                                                 | Linford Christie · Nagy-Britannia (GBR)                                            | 1                                                                                  | 1                                                                                  | 0                                                                                  | 2        |
| 5.                                                                                 | Valerij Borzov · Szovjetunió (URS)                                                 | 1                                                                                  | 0                                                                                  | 1                                                                                  | 2        |
| 5.                                                                                 | Maurice Greene · Egyesült Államok (USA)                                            | 1                                                                                  | 0                                                                                  | 1                                                                                  | 2        |
|                                                                                    |                                                                                    |                                                                                    |                                                                                    |                                                                                    |          |
| 7.                                                                                 | Frankie Fredericks · Namíbia (NAM)                                                 | 0                                                                                  | 2                                                                                  | 0                                                                                  | 2        |
| 7.                                                                                 | Ralph Metcalfe · Egyesült Államok (USA)                                            | 0                                                                                  | 2                                                                                  | 0                                                                                  | 2        |
| 9.                                                                                 | Ato Boldon · Trinidad és Tobago (TRI)                                              | 0                                                                                  | 1                                                                                  | 1                                                                                  | 2        |
| 9.                                                                                 | Lennox Miller · Jamaica (JAM)                                                      | 0                                                                                  | 1                                                                                  | 1                                                                                  | 2        |

### Érmesek
- Az időeredmények megadása másodpercben történik.

| A nyári olimpiai játékok férfi 100 méteres síkfutás érmesei |                                            |       |                                             |       |                                            |       |
| Olimpia                                                     | Arany                                      | idő   | Ezüst                                       | idő   | Bronz                                      | idő   |
| 1896, Athén                                                 | Tom Burke · Egyesült Államok (USA)         | 12,0  | Fritz Hofmann · Németország (GER)           | 12,2  | Szokolyi Alajos · Magyarország (HUN)       | 12,6  |
| 1896, Athén                                                 | Tom Burke · Egyesült Államok (USA)         | 12,0  | Fritz Hofmann · Németország (GER)           | 12,2  | Francis Lane · Egyesült Államok (USA)      | 12,6  |
| 1900, Párizs                                                | Frank Jarvis · Egyesült Államok (USA)      | 11,0  | Walter Tewksbury · Egyesült Államok (USA)   | 11,1  | Stanley Rowley · Ausztrália (AUS)          | 11,2  |
| 1904, St. Louis                                             | Archie Hahn · Egyesült Államok (USA)       | 11,0  | Nathaniel Cartmell · Egyesült Államok (USA) | 11,2  | William Hogenson · Egyesült Államok (USA)  | 11,2  |
| 1908, London                                                | Reggie Walker · Dél-afrikai Unió (RSA)     | 10,8  | James Rector · Egyesült Államok (USA)       | 10,9  | Bobby Kerr · Kanada (CAN)                  | 11,0  |
| 1912, Stockholm                                             | Ralph Craig · Egyesült Államok (USA)       | 10,8  | Alvah Meyer · Egyesült Államok (USA)        | 10,9  | Donald Lippincott · Egyesült Államok (USA) | 10,9  |
| 1920, Antwerpen                                             | Charley Paddock · Egyesült Államok (USA)   | 10,6  | Morris Kirksey · Egyesült Államok (USA)     | 10,8  | Harry Edward · Nagy-Britannia (GBR)        | 11,0  |
| 1924, Párizs                                                | Harold Abrahams · Nagy-Britannia (GBR)     | 10,6  | Jackson Scholz · Egyesült Államok (USA)     | 10,7  | Arthur Porritt · Új-Zéland (NZL)           | 10,8  |
| 1928, Amszterdam                                            | Percy Williams · Kanada (CAN)              | 10,8  | Jack London · Nagy-Britannia (GBR)          | 10,9  | Georg Lammers · Németország (GER)          | 10,9  |
| 1932, Los Angeles                                           | Eddie Tolan · Egyesült Államok (USA)       | 10,3  | Ralph Metcalfe · Egyesült Államok (USA)     | 10,3  | Arthur Jonath · Németország (GER)          | 10,4  |
| 1936, Berlin                                                | Jesse Owens · Egyesült Államok (USA)       | 10,3  | Ralph Metcalfe · Egyesült Államok (USA)     | 10,4  | Tinus Osendarp · Hollandia (NED)           | 10,5  |
| 1948, London                                                | Harrison Dillard · Egyesült Államok (USA)  | 10,3  | Barney Ewell · Egyesült Államok (USA)       | 10,4  | Lloyd LaBeach · Panama (PAN)               | 10,6  |
| 1952, Helsinki                                              | Lindy Remigino · Egyesült Államok (USA)    | 10,4  | Herb McKenley · Jamaica (JAM)               | 10,4  | McDonald Bailey · Nagy-Britannia (GBR)     | 10,4  |
| 1956, Melbourne                                             | Bobby Morrow · Egyesült Államok (USA)      | 10,5  | Thane Baker · Egyesült Államok (USA)        | 10,5  | Hector Hogan · Ausztrália (AUS)            | 10,6  |
| 1960, Róma                                                  | Armin Hary · Egyesült Német Csapat (EUA)   | 10,2  | David Sime · Egyesült Államok (USA)         | 10,2  | Peter Radford · Nagy-Britannia (GBR)       | 10,3  |
| 1964, Tokió                                                 | Bob Hayes · Egyesült Államok (USA)         | 10,0  | Enrique Figuerola · Kuba (CUB)              | 10,2  | Harry Jerome · Kanada (CAN)                | 10,2  |
| 1968, Mexikóváros                                           | Jim Hines · Egyesült Államok (USA)         | 9,95  | Lennox Miller · Jamaica (JAM)               | 10,04 | Charles Greene · Egyesült Államok (USA)    | 10,07 |
| 1972, München                                               | Valerij Borzov · Szovjetunió (URS)         | 10,14 | Robert Taylor · Egyesült Államok (USA)      | 10,24 | Lennox Miller · Jamaica (JAM)              | 10,33 |
| 1976, Montréal                                              | Hasely Crawford · Trinidad és Tobago (TRI) | 10,06 | Donald Quarrie · Jamaica (JAM)              | 10,08 | Valerij Borzov · Szovjetunió (URS)         | 10,14 |
| 1980, Moszkva                                               | Allan Wells · Nagy-Britannia (GBR)         | 10,25 | Silvio Leonard · Kuba (CUB)                 | 10,25 | Petar Petrov · Bulgária (BUL)              | 10,39 |
| 1984, Los Angeles                                           | Carl Lewis · Egyesült Államok (USA)        | 9,99  | Sam Graddy · Egyesült Államok (USA)         | 10,19 | Ben Johnson · Kanada (CAN)                 | 10,22 |
| 1988, Szöul                                                 | Carl Lewis · Egyesült Államok (USA)        | 9,92  | Linford Christie · Nagy-Britannia (GBR)     | 9,97  | Calvin Smith · Egyesült Államok (USA)      | 9,99  |
| 1992, Barcelona                                             | Linford Christie · Nagy-Britannia (GBR)    | 9,96  | Frankie Fredericks · Namíbia (NAM)          | 10,02 | Dennis Mitchell · Egyesült Államok (USA)   | 10,04 |
| 1996, Atlanta                                               | Donovan Bailey · Kanada (CAN)              | 9,84  | Frankie Fredericks · Namíbia (NAM)          | 9,89  | Ato Boldon · Trinidad és Tobago (TRI)      | 9,90  |
| 2000, Sydney                                                | Maurice Greene · Egyesült Államok (USA)    | 9,87  | Ato Boldon · Trinidad és Tobago (TRI)       | 9,99  | Obadele Thompson · Barbados (BAR)          | 10,04 |
| 2004, Athén                                                 | Justin Gatlin · Egyesült Államok (USA)     | 9,85  | Francis Obikwelu · Portugália (POR)         | 9,86  | Maurice Greene · Egyesült Államok (USA)    | 9,87  |
| 2008, Peking                                                | Usain Bolt · Jamaica (JAM)                 | 9,69  | Richard Thompson · Trinidad és Tobago (TRI) | 9,89  | Walter Dix · Egyesült Államok (USA)        | 9,91  |
| 2012, London                                                | Usain Bolt · Jamaica (JAM)                 | 9,63  | Yohan Blake · Jamaica (JAM)                 | 9,75  | Justin Gatlin · Egyesült Államok (USA)     | 9,79  |
| 2016, Rio de Janeiro                                        | Usain Bolt · Jamaica (JAM)                 | 9,81  | Justin Gatlin · Egyesült Államok (USA)      | 9,89  | Andre De Grasse · Kanada (CAN)             | 9,91  |

## Női 100 méteres síkfutás
Ezt a versenyszámot 1928 óta az összes olimpián megrendezték. A XXIX. olimpia kivételével – ahol két ezüstérmes volt,  és nem volt bronzérmes – mindig egy-egy arany-, ezüst- és bronzérmet osztottak ki, de Marion Jones a 2000. évi játékokon szerzett aranyérmét doppingvétség miatt a NOB utólag visszavonta, egyúttal az akkori harmadik és negyedik helyezetteket egy-egy helyezéssel előrébb léptette, ezáltal erről az olimpiáról is két ezüstérmes van a versenyszámban. Magyarország ezidáig még egyetlen érmet sem nyert.

### Időeredmények
Az első olimpiai rekordot ebben a versenyszámban a kanadai Ethel Smith és honfitársnője, Fanny Rosenfeld futotta 1928. július 29-én (mindketten a selejtezőfutamok során) érték el ezt, az eredmény 12,6 másodperc volt. Ezen az olimpián még kétszer dőlt meg az olimpiai csúcs (az elődöntőkben ketten is megjavították ugyanazzal az idővel: 12,4 másodperc), majd az olimpia után az amerikai Betty Robinson tartotta aztán a rekordot a döntőbeli 12,2 másodperces eredményével.
A jelenlegi olimpiai csúcsot az amerikai Florence Griffith-Joyner tartja 10,62 másodperccel, amit Szöulban futott. Ez volt sorrendben a tizenhetedik rekordjavítás, illetve beállítás (a már említett 1928-as olimpián kétszer volt csúcsbeállítás, azokon kívül pedig még egyszer, az 1948-as londoni olimpián a holland Fanny Blankers-Koen állította be a lengyel Stanisława Walasiewicz 11,9 másodperces eredményét, amit a lengyel hölgy az 1932-es Los Angeles-i olimpián futott). A tizenhét olimpiai rekord háromszor világcsúcs is volt egyben.
Az első, olimpián elért világcsúcs az amerikai Wyomia Tyus nevéhez fűződik. Ő az 1968-as mexikóvárosi olimpián 11,08 másodperc alatt futotta le a 100 méteres távot.
Négy év múlva Münchenben a keletnémet Renate Stechernek sikerült világcsúcsot futnia olimpián, időeredménye 11,07 másodperc volt.
Jelenleg az utolsó világrekord, amit olimpián értek el, Montréalban született. A nyugatnémet Annegret Richter időeredménye 11,01 másodperc volt akkor.
A jelenlegi világcsúcs meglehetősen régi, több mint húsz éve, 1988. július 16-án futotta Florence Griffith-Joyner Indianapolisban.

### Éremtáblázat
Ebben a versenyszámban eddig tizennyolc olimpiai nemzet versenyzői szereztek érmet, ebből kilencnek sikerült aranyat nyernie. Messze a legeredményesebb nemzet az Egyesült Államok. A megszerezhető húsz aranyéremből kilencet, a megszerezhető hatvanhárom éremből pedig tizennyolcat vittek haza. A második helyen Jamaica áll három arannyal és összesen tizenhárom éremmel. A harmadik ebben az összevetésben Ausztrália két arany-, egy ezüst- és három bronzérmével.
Az egyes oszlopok legmagasabb értékei vastagítással kiemelve.
| A nyári olimpiai játékok összesített éremtáblázata női 100 méteres síkfutásban | A nyári olimpiai játékok összesített éremtáblázata női 100 méteres síkfutásban | A nyári olimpiai játékok összesített éremtáblázata női 100 méteres síkfutásban | A nyári olimpiai játékok összesített éremtáblázata női 100 méteres síkfutásban | A nyári olimpiai játékok összesített éremtáblázata női 100 méteres síkfutásban | Olimpia  |
| ------------------------------------------------------------------------------ | ------------------------------------------------------------------------------ | ------------------------------------------------------------------------------ | ------------------------------------------------------------------------------ | ------------------------------------------------------------------------------ | -------- |
|                                                                                | Ország                                                                         | Arany                                                                          | Ezüst                                                                          | Bronz                                                                          | Összesen |
| 1.                                                                             | Egyesült Államok (USA)                                                         | 9                                                                              | 7                                                                              | 2                                                                              | 18       |
| 2.                                                                             | Jamaica (JAM)                                                                  | 3                                                                              | 5                                                                              | 5                                                                              | 13       |
| 3.                                                                             | Ausztrália (AUS)                                                               | 2                                                                              | 1                                                                              | 3                                                                              | 6        |
| 4.                                                                             | NDK (GDR)                                                                      | 1                                                                              | 2                                                                              | 2                                                                              | 5        |
| 5.                                                                             | Lengyelország (POL)                                                            | 1                                                                              | 1                                                                              | 2                                                                              | 4        |
| 6.                                                                             | NSZK (FRG)                                                                     | 1                                                                              | 0                                                                              | 1                                                                              | 2        |
| 7.                                                                             | Fehéroroszország (BLR)                                                         | 1                                                                              | 0                                                                              | 0                                                                              | 1        |
| 8.                                                                             | Hollandia (NED)                                                                | 1                                                                              | 0                                                                              | 0                                                                              | 1        |
| 8.                                                                             | Szovjetunió (URS)                                                              | 1                                                                              | 0                                                                              | 0                                                                              | 1        |
|                                                                                |                                                                                |                                                                                |                                                                                |                                                                                |          |
| 10.                                                                            | Kanada (CAN)                                                                   | 0                                                                              | 2                                                                              | 1                                                                              | 3        |
| 11.                                                                            | Nagy-Britannia (GBR)                                                           | 0                                                                              | 2                                                                              | 0                                                                              | 2        |
| 12.                                                                            | Dél-afrikai Unió (RSA)                                                         | 0                                                                              | 1                                                                              | 0                                                                              | 1        |
| 12.                                                                            | Görögország (GRE)                                                              | 0                                                                              | 1                                                                              | 0                                                                              | 1        |
| 12.                                                                            | Egyesült Német Csapat (EUA)                                                    | 0                                                                              | 1                                                                              | 0                                                                              | 1        |
|                                                                                |                                                                                |                                                                                |                                                                                |                                                                                |          |
| 15.                                                                            | Egyesített Csapat (EUN)                                                        | 0                                                                              | 0                                                                              | 1                                                                              | 1        |
| 15.                                                                            | Kuba (CUB)                                                                     | 0                                                                              | 0                                                                              | 1                                                                              | 1        |
| 15.                                                                            | Németország (GER)                                                              | 0                                                                              | 0                                                                              | 1                                                                              | 1        |
| 15.                                                                            | Olaszország (ITA)                                                              | 0                                                                              | 0                                                                              | 1                                                                              | 1        |
|                                                                                |                                                                                |                                                                                |                                                                                |                                                                                |          |
| Összesen                                                                       | Összesen                                                                       | 20                                                                             | 23                                                                             | 20                                                                             | 63       |

### A versenyszám legeredményesebb női futói
A versenyszámban máig összesen ötvenkét futó tudott érmet szerezni. Közülük Merlene Ottey három, nyolcan kettő és negyvenegyen egy érmet nyertek. Bajnoki címét eddig csak Wyomia Tyus, Gail Devers és Shelly-Ann Fraser-Pryce tudta megvédeni.
| A nyári olimpiai játékokon egynél több érmet nyerő nők 100 méteres síkfutásban | A nyári olimpiai játékokon egynél több érmet nyerő nők 100 méteres síkfutásban | A nyári olimpiai játékokon egynél több érmet nyerő nők 100 méteres síkfutásban | A nyári olimpiai játékokon egynél több érmet nyerő nők 100 méteres síkfutásban | A nyári olimpiai játékokon egynél több érmet nyerő nők 100 méteres síkfutásban | Olimpia  |
| ------------------------------------------------------------------------------ | ------------------------------------------------------------------------------ | ------------------------------------------------------------------------------ | ------------------------------------------------------------------------------ | ------------------------------------------------------------------------------ | -------- |
|                                                                                | Versenyző                                                                      | Arany                                                                          | Ezüst                                                                          | Bronz                                                                          | Összesen |
| 1.                                                                             | Shelly-Ann Fraser-Pryce · Jamaica (JAM)                                        | 2                                                                              | 0                                                                              | 1                                                                              | 3        |
| 2.                                                                             | Gail Devers · Egyesült Államok (USA)                                           | 2                                                                              | 0                                                                              | 0                                                                              | 2        |
| 2.                                                                             | Wyomia Tyus · Egyesült Államok (USA)                                           | 2                                                                              | 0                                                                              | 0                                                                              | 2        |
| 4.                                                                             | Evelyn Ashford · Egyesült Államok (USA)                                        | 1                                                                              | 1                                                                              | 0                                                                              | 2        |
| 4.                                                                             | Renate Stecher · NDK (GDR)                                                     | 1                                                                              | 1                                                                              | 0                                                                              | 2        |
| 4.                                                                             | Stanisława Walasiewicz · Lengyelország (POL)                                   | 1                                                                              | 1                                                                              | 0                                                                              | 2        |
|                                                                                |                                                                                |                                                                                |                                                                                |                                                                                |          |
| 7.                                                                             | Merlene Ottey · Jamaica (JAM)                                                  | 0                                                                              | 1                                                                              | 2                                                                              | 3        |
|                                                                                |                                                                                |                                                                                |                                                                                |                                                                                |          |
| 8.                                                                             | Shirley Strickland · Ausztrália (AUS)                                          | 0                                                                              | 0                                                                              | 2                                                                              | 2        |
| 8.                                                                             | Veronica Campbell-Brown · Jamaica (JAM)                                        | 0                                                                              | 0                                                                              | 2                                                                              | 2        |

## Magyar részvétel

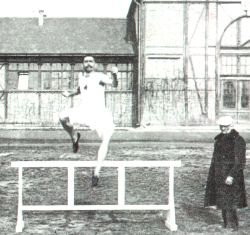
Szokolyi Alajos, az eddigi egyetlen magyar érmes 100 m síkfutásban

| Magyar részvétel a nyári olimpiai játékok 100 m síkfutóversenyein | Magyar részvétel a nyári olimpiai játékok 100 m síkfutóversenyein                           | Magyar részvétel a nyári olimpiai játékok 100 m síkfutóversenyein                                     |
| olimpia                                                           | férfi 100 m síkfutás                                                                        | női 100 m síkfutás                                                                                    |
| ----------------------------------------------------------------- | ------------------------------------------------------------------------------------------- | --- |
| 1896                                                              | Szokolyi Alajos (3. – 12,6)                                                                 | nem rendezték meg                                                                                     |
| 1900                                                              | Koppán Pál Schubert Ernő                                                                    | nem rendezték meg                                                                                     |
| 1904                                                              | Mező Béla dr.                                                                               | nem rendezték meg                                                                                     |
| 1908                                                              | Rácz Vilmos (11,4) Simon Pál (11,5) Wiesner-Mezei Frigyes                                   | nem rendezték meg                                                                                     |
| 1912                                                              | Jankovich István Rácz Vilmos Szalay Pál Szerelemhegyi Ervin dr. Szobota Ferenc              | nem rendezték meg                                                                                     |
| 1924                                                              | Gerő Ferenc (11,0) Kurunczy Lajos (11,4) Muskát László Rózsahegyi Gusztáv (11,1)            | nem rendezték meg                                                                                     |
| 1928                                                              | Gerő Ferenc (10,8) Hajdú Sándor Paizs János Raggambi István (11,0)                          | nem volt induló                                                                                       |
| 1936                                                              | Gerő Gábor (11,3) Gyenes Gyula (10,7) Sir József (10,9)                                     | nem volt induló                                                                                       |
| 1948                                                              | Bartha László (11,1) Csányi György (11,1) Goldoványi Béla (10,9)                            | nem volt induló                                                                                       |
| 1952                                                              | Csányi György (10,9) Zarándi László (10,9)                                                  | Bartháné Szabó Aranka (40. - 12,7) Rákhelyné Tolnai Ilona (35. - 12,6) Tilkovszky Ibolya (26. - 12,4) |
| 1956                                                              | Goldoványi Béla (10,7) Varasdi Géza (10,8)                                                  | nem volt induló                                                                                       |
| 1964                                                              | Csutorás Csaba (10,7) Mihályfi László (10,6) Rozsnyai Huba (10,8)                           | Bartosné Heldt Erzsébet (21. - 11,9) Nemesháziné Markó Margit (9. - 11,7 és 11,5 és 11,7)             |
| 1968                                                              | nem volt induló                                                                             | Balogh Györgyi (29. - 11,7) Kiss Mária (37. - 12,0) Nemesháziné Markó Margit (34. - 11,9)             |
| 1976                                                              | Lépold Endre (10,82)                                                                        | nem volt induló                                                                                       |
| 1980                                                              | Nagy István (10,68) Tatár István (10,69)                                                    | nem volt induló                                                                                       |
| 1988                                                              | Fetter György (10,54 és 10,55) Kovács Attila (10,27 és 10,31) Tatár István (10,52 és 10,68) | nem volt induló                                                                                       |
| 2004                                                              | Dobos Gábor (59. - 10,68) Németh Roland (35. - 10,28 és 10,38)                              | nem volt induló                                                                                       |